# فرانك بيلي (سياسي)
فرانك بيلي (بالإنجليزية: Frank Bailey)‏ هو سياسي أمريكي، ولد في 1970.